# Карибски пирати: Сандъкът на мъртвеца
„Карибски пирати: Сандъкът на мъртвеца“ е приключенски филм от 2006 г., продължението на Карибски пирати: Проклятието на Черната перла. Филмът е режисиран от Гор Вербински, а сценаристи са Тед Елиът и Тери Росио. Последват го 3 продължения – На края на света, В непознати води, Отмъщението на Салазар.
Филмът печели Оскар за визуални ефекти.

## Сюжет
Внимание:  Текстът по-долу разкрива сюжета на произведението (или части от него)!
Уил Търнър и Елизабет Суон са арестувани от лорд Кътлър Бекет, тъй като са помогнали на капитан Джак Спароу да избегне въжето. Бекет предлага сделка на Уил Търнър: свободата на Елизабет срещу компаса на Спароу – компасът, който сочи към това, което най-много желаеш.
В същото време Джак получава известие от Бил Търнър „Каиша“, че „срокът е изтекъл“ – 13 години Джак е бил капитан на „Черната перла“ и сега трябва да служи сто години на „Летящият холандец“ – кораба на Дейви Джоунс. „Каиша“ слага черно петно на Спароу, за да може кракен – ужасното чудовище с огромни пипала и зъбата си паст на Дейви Джоунс да го намери и да го убие. Тогава Джак разбира, че е принуден да тръгне към сушата, тъй като Джоунс 10 години не може да стъпва на суша.

## Телевизионен дублаж
| Преводач             | Иван Иванов                                                                     |
| Озвучаващи артисти   | Елена Русалиева Николай Николов Владимир Пенев Здравко Методиев Пламен Манасиев |
| Режисьор на дублажа  | Яна Янева                                                                       |
| Техническа обработка | Арс Диджитал Студио                                                             |
| Тонрежисьор          | Венцислав Велев                                                                 |